# Guerreiro (folguedo)
Guerreiro é um grupo de dançadores e cantadores semelhante ao reisado, mas com maior número de figurantes e episódios, maior riqueza nos trajes e enfeites e maior beleza nas músicas.
É um folguedo natalino surgido em Alagoas entre os anos de 1927 e 1929, sendo o resultado da fusão de reisados alagoanos, da chegança, dos pastoris e do auto das caboclinhas.
Rico em cores e enredo, é o folguedo mais frequente nas festas populares, possuindo vários personagens como rei, rainha, mestre, contra-mestre, dois embaixadores, general, lira, índio Peri e seus vassalos, dois mateus, dois palhaços, às vezes uma catirina, a sereia, a estrela de ouro, a estrela brilhante, a estrela republicana, a banda da lua e as figuras ou "figural".
Os trajes são multicoloridos, imitação dos antigos trajes nobres, adaptados ao gosto e às possibilidades econômicas. Usam fitas, espelhos, contas de aljôfar, enfeites de árvore de natal nos chapéus, que aparecem em forma de igrejas, palácios e catedrais, diademas, coroas, guarda-peitos, calções e mantos.
O mestre é o responsável por todos os componentes do grupo, tem o dom do canto, do tropel e da grosa, ensina e coordena as partes. O guerreiro possui ainda uma série de entremeios como o doido, o javali, o morto-vivo, o lobisomem, o diabo e a alma, o capitão piloto, o mascote, a mãe velha, o messias, o mata-mosquito e o boi, que aparece mais simplificado e modernizado que nos reisados, não havendo nem morte, nem repartição e nem ressurreição do mesmo.
Consta de uma sequência de cantigas dançadas, denominadas de "peças", intercaladas de "marchas" e representações constituídas de entremeios e partes: marcha da rua, cantos e danças de abrição de portas, entrada de sala, adoração ao divino e despedida.

## Principais Mestres do Guerreiro em Alagoas
Todos os Mestres citados já estão falecidos, deram grande contribuição para a manutenção e preservação do folguedo genuinamente alagoano. Graças a pesquisa da folclorista Josefina Maria Medeiros Novaes em seu livro, ASFOPAL - 25 anos brincando sério, é possível ter uma relação quase precisa dos Mestres de Guerreiro que existiram no último século. Há outras informações atualizadas com a Federação das Organizações da Cultura Popular e do Artesanato Alagoano (FOCUARTE).
1. Mestra Joana  Gajuru (Maribondo)
2. Mestre Adelmo (Atalaia)
3. Mestre Eduardo (Coruripe)
4. Mestre Manoel Quirino (Cajueiro)
5. Mestre Zé Leonízio (Murici)
6. Mestre Venâncio ( Santos Dumont - Maceió)
7. Mestre Benon Pinto (Bebedouro - Maceió)
8. Mestre José Tenório (Chã da Jaqueira - Maceió)
9. Mestra Augusto Maria (Tabuleiro dos Martins - Maceió)
10. Mestra Celsa Maria (Vergel do Lago - Maceió)
11. Mestre José Eduardo Salvador (Penedo)
12. Mestre João Antônio (Salgado - Maribondo)
13. Mestre Juvenal Leonardo (Vergel do Lago - Maceió)
14. Mestre Juvenal Domingos (João Sampaio - Maceió)
15. Mestra Nivaldo Abdias (Chã da Jaqueira - Maceió)
16. Mestre Sebastião (Viçosa)
17. Mestre Zé Anj de Oliveira (Pilar)
18. Mestre João Inácio da Silva
19. Mestre Benedito (Murici)
20. Mestre Djalma de Oliveira (Maceió)
21. Mestre João Elias
22. Mestra Maria Vitória (Maceió)
23. Mestre Euclides (Usina Santa Teresa)
24. Mestre Cândido Sertanejo
25. Mestre Marcolino
26. Mestre Zé Leonízio (Messias)
27. Mestre Antônio Santana (Maceió)
28. Mestre José Terto (Maceió)
29. Mestre Sebastião Batista (Fazenda Bom Jardim)
30. Mestre João José
31. Mestre Patrício (Murici)
32. Mestre Jorge Ferreira (Maceió)
33. Mestre Luiz Moreno (Viçosa)
34. Mestre Zé Diabo (Maceió)
35. Mestre João Beato (Maribondo)
36. Mestre Pedro Mendes (Rio Largo)
37. Mestre Aurélio (Rio Largo)
38. Mestre Verdelinho (Maceió)
39. Mestre Alfredo de Jesuino
40. Mestre Antônio Henrique
41. Mestre Augusto José dos Santos
42. Mestre Arnóbio Domingos dos Santos (Anadia)
43. Mestra Dolores Braúna
44. Mestra Esmerita da Silva
45. Mestre João Amado
46. Mestre João Otávio da Silva
47. Mestre João Rosa
48. Mestre Otávio da Silva
49. Mestre José Braúna
50. Mestre José Euzébio dos Santos
51. Mestre José Marcolino
52. Mestre José Morais
53. Mestre José Santana
54. Mestre Luiz Góes (Viçosa)
55. Mestre José Santana
56. Mestre Luís Moreno
57. Mestre Manuel Lourenço
58. Mestra Maria de Lourdes da Silva
59. Mestre Mário Balbino da Silva
60. Mestre Sebastião José

## Grupos em atividade no Estado
ATUALIZADO em ABRIL de 2020, segue os nomes dos grupos parciais no estado, existem outros em atividade.
1. Guerreiro São Pedro Alagoano - Mestra Maria Helena (Maceió)
2. Guerreiro Treme Terra Pilarense - Mestre Edivar Vicente Feitosa (Pilar)
3. Guerreiro Campeão Vencedor - Mestre Benedito Misael (Anadia)
4. Guerreiro da Viçosa - Mestra Quitéria (Viçosa)
5. Guerreiro Asa Branca - Mestre Elias Fortunato (Arapiraca)
6. Guerreiro Leão do Norte - Mestre Canarinho (Taquarana)
7. Guerreiro Mensageiros de Padre Cícero - Mestre André (Maceió)
8. Guerreiro Vencedor Alagoano - Mestra Dolores (Maceió)
9. Guerreiro Treme Terra Canoense - Mestre Laurentino (Lagoa da Canoa)
10. Guerreiro do Mestre Pedro Lavandeira (Igaci)
11. Guerreiro Treme Terra das Alagoas - Mestre Cícero (Maceió)
12. Guerreiro Comigo Ninguém Pode - mestre João Lemos (Maceió)